# Lucy Aikin
Lucy Aikin, née le 6 novembre 1781 à Warrington et morte le 29 janvier 1864 à Hampstead, est une écrivaine de roman historique, biographe et correspondante britannique. Elle est la nièce d'Anna Laetitia Barbauld, écrivaine de poésie, d'essais et de livres pour enfants.

## Jeunesse
Née à Warrington en 1781, Aikin est la quatrième enfant d'un médecin, John Aikin (1747–1822), et de son épouse, Martha Jennings (décédée en 1830) qui sont unitariens. Le père de Lucy est également historien et son grand-père, également appelé John Aikin (1713-1780), est un universitaire unitarien et tuteur en théologie, étroitement associé à la Warrington Academy. La tante de Lucy est Anna Laetitia Barbauld, une écrivaine pour enfants de premier plan, son frère Arthur Aikin (1773-1854) est un chimiste, minéralogiste et écrivain scientifique, et leur frère Charles Rochemont (1775-1847) a été adopté par Barbauld et est devenu médecin et chimiste. Un autre frère, l'architecte Edmund Aikin (1780–1820), écrit également des ouvrages reconnus sur l'architecture.
Éduquée en grande partie par son père et sa tante, une des premières critiques du système éducatif, elle « lit très bien la littérature et l'histoire en anglais, français, italien et latin », commence à écrire pour des magazines à l'âge de dix-sept ans et à un jeune âge elle aide son père en tant que rédacteur en chef de ses écrits.

## Travaux
Les œuvres d'Aikin explore les aspects artistiques, sociaux et littéraires de son époque plutôt que son histoire religieuse, militaire ou parlementaire.
En 1810 est publié sa première œuvre considérable, Epistles on Women, Exemplifying their Character and Condition in Various Ages and Nations, with Miscellaneous Poems, et en 1814 sa seule œuvre de fiction, intitulée Lorimer, a Tale. Ce n'est là que des contributions antérieures, mais sa réputation est entièrement acquise par des ouvrages historiques publiés entre les années 1818 et 1843 : Memoirs of the Court of Queen Elizabeth (1818) ; Memoirs of the Court of James I. (1822) ; Memoirs of the Court of Charles I. (1833) et la Life of Addison (1843). Cette dernière, qui contient de nombreuses lettres d'Addison jamais publiées auparavant, fait l'objet d'un essai de Macaulay, qui, tout en louant les autres travaux d'Aikin, et en particulier ses Memoirs of the Court of James I., observe qu'elle est « bien plus chez elle parmi les collerettes et les barbes pointues des Theobald que parmi les steenkirks et les perruques fluides qui entourent la table de thé de la reine Anne à Hampton. »

## Lettres et traductions
Ses lettres à ses proches et à ses amis intimes témoignent de son goût pour la société et sont pleines d'anecdotes sur des personnalités littéraires distinguées. Elle entretient pendant près de 16 ans (1826-1842) une correspondance plus grave avec le révérend Dr William Ellery Channing, un théologien unitarien américain à Boston, sur la religion, la philosophie, la politique et la littérature.
Aikin est également chargé de traduire plusieurs textes français : Les Voyages de Rolando de Louis François Jauffret (publication vers 1804) et La Vie d'Ulrich Zwingli (1812) de Jean Gaspard Hess, sur un chef de file de la Réforme en Suisse.

## Mort et héritage
Lucy Aikin est décédée le 29 janvier 1864 à Hampstead, alors juste au nord de Londres, où elle avait vécu pendant quarante ans. Sa nièce Anna Letitia Le Breton a poursuivi son héritage littéraire après sa mort. Les Mémoires, Mélanges et Lettres d'Aikin ont été publiés en 1864, tout comme une version révisée de sa correspondance avec Channing dix ans plus tard.

## Œuvres choisies
- Poetry for Children: Consisting of Short Pieces to be Committed to Memoryn, 1801
- Louis Francois Jauffret’s The Travels of Rolando, 1804
- Epistles on Women, Exemplifying their Character and Condition in Various Ages and Nations, with Miscellaneous Poems, 1810
- Juvenile Correspondence or Letters, Designed as Examples of the Epistolary Style, for Children of Both Sexes, 1811
- Jean Gaspard Hess’s The Life of Ulrich Zwingli , 1812
- Lorimer, a Tale, 1814
- Memoirs of the Court of Queen Elizabeth, 1818
- Memoirs of the Court of James I. Vol. I; Vol. II, 1822
- Memoir of John Aikin, MD, 1823
- The Works of Anna Laetita Barbauld. With a memoir. Vol. I; Vol. II, 1825
- The Life of Anne Boleyn, 1827
- An English Lesson Book, for the Junior Classes, 1828
- Memoirs of the Court of Charles I. Vol. I; Vol. II, 1833
- The Life of Joseph Addison, 1843
- The Acts of Life: of Providing Food, of Providing Clothing, of Providing Shelter, 1858
- Holiday Stories for Young Readers, 1858
- Memoirs, Miscellanies and Letters of the Late Lucy Aikin, 1864
- Correspondence of William Ellery Channing and Lucy Aikin, from 1826-1842, 1874

### Œuvres qui lui sont attribuées
- Robinson Crusoé: In Words of One Syllable, 1867
- Sandford et Merton: In Words of One Syllable, 1868
- Une soirée à la maison:In Words of One Syllable, 1868
- Les Fables d'Ésope: In Words of One Syllable, 1869
- Le Voyage du pèlerin: In Words of One Syllable, 1869
- Le Robinson suisse: In Words of One Syllable 1869
- The One Syllable Sunday Book, 1870